# Fernando Romeo Lucas García
Fernando Romeo Lucas García (San Juan Chamelco, Alta Verapaz, 4 de julho de 1924 – Puerto la Cruz, Venezuela, 27 de maio de 2006) foi Presidente da Guatemala de 1 de julho de 1978 a 23 de março de 1982.